# Elecciones estatales de Kelantan de 1999
Las elecciones estatales de Kelantan de 1999 tuvieron lugar el 29 de noviembre del mencionado año con el objetivo de renovar los 43 escaños de la Asamblea Legislativa Estatal, que a su vez investiría a un Menteri Besar (Gobernador o Ministro Principal), para el período 1999-2004, a no ser que se realizaran elecciones adelantadas durante este período. Al igual que todas las elecciones estatales kelantanesas, excepto las de 1978, tuvieron lugar al mismo tiempo que las elecciones federales para el Dewan Rakyat de Malasia a nivel nacional.
El Barisan Alternatif (Frente Alternativo), coalición al que pertenecía el gobernante Partido Islámico Panmalayo (PAS), obtuvo la victoria con el 55.65% del voto popular y 41 de los 43 escaños, a muy pocos votos de repetir la hazaña lograda en 1990 de obtener todos los escaños. El Barisan Nasional (Frente Nacional) obtuvo el 44.33% y los otros dos escaños por un escaso margen de votos. El Frente de la Justicia Popular (AKIM), un partido minoritario, presentó a Asri Mejah como candidato en la circunscripción de Gaal, obteniendo 72 votos que representaron el 0.02% restante del voto popular. La participación fue del 84.55%, una de las más altas de la historia de Kelantan. Con este resultado, Nik Abdul Aziz Nik Mat, del PAS, fue reelegido para un tercer mandato.

## Resultados
|  | 54.41 % |

|  | 95.35 % |

|  | 1.24 % |

|  | 0.00 % |

|  | 55.65 % |

|  | 95.35 % |

|  | 42.78 % |

|  | 4.65 % |

|  | 1.55 % |

|  | 0.00 % |

|  | 44.33 % |

|  | 4.65 % |

|  | 0.02 % |

|  | 0.00 % |

|  | 97.63 % |

|  | 1.88 % |

|  | 0.28 % |

|  | 100.00 % |

|  | 84.55 % |